# Richard Knuckles
Richard Knuckles (...) è un ex bobbista statunitense.

## Biografia
Viene ricordato come vincitore di una medaglia d'argento nella sua disciplina, ottenuta ai campionati mondiali del 1965 (edizione tenutasi a St. Moritz, Svizzera) insieme ai suoi connazionali Fred Fortune, Joe Wilson e James Lord
Nell'edizione l'oro andò alla nazionale canadese.